# Hemitheconyx taylori
Espèce
Hemitheconyx taylori est une espèce de geckos de la famille des Eublepharidae.

## Répartition
Cette espèce se rencontre en Somalie et en Éthiopie.

## Description
C'est un gecko insectivore, nocturne et terrestre qui a un aspect assez primitif, avec de grosses écailles apparentes sur la tête. Le corps est couvert de petites protubérences noires ou blanches. La queue est relativement courtes et large. Le corps est marron clair, avec de larges bandes transversales marron plus sombre, bordées de fines lignes noires. L'avant de la tête est marron.

## Étymologie
Cette espèce est nommée en l'honneur de Edward Harrison Taylor.

## Publication originale
- Parker, 1930 : Three new Reptiles from Somaliland. Annals and magazine of natural history, ser. 10, vol. 6, p. 603-606.